# Солонцовский сельский совет (Полтавская область)
Солонцовский сельский совет (укр. Солонцівська сільська рада) — входит в состав
Миргородского района
Полтавской области
Украины.
Административный центр сельского совета находится в 
с. Солонцы.

## Населённые пункты совета
- с. Солонцы
- с. Бессарабы
- с. Коптев
- с. Мареничи